# Kanton Körle
Der Kanton Körle war eine Verwaltungseinheit im Distrikt Kassel des Departements der Fulda im napoleonischen Königreich Westphalen. Hauptort des Kantons und Sitz des Friedensgerichts für den Kanton war der Ort Körle im heutigen Schwalm-Eder-Kreis. Der Kanton umfasste 13 Dörfer und Weiler, war bewohnt von 3.336 Einwohnern und hatte eine Fläche von 1,94 Quadratmeilen.
Die zum Kanton gehörigen Kommunen waren:
- Körle
- Adelshausen, mit Fahre, Schwertzelshof und Rockenmühle
- Albshausen, mit Wollrode und Hof Schwarzenbach
- Eiterhagen
- Unter- und Ober-Empfershausen
- Guxhagen, mit Büchenwerra
- Kehrenbach
- Kirchhof
- Röhrenfurth
- Schwarzenberg